# مجموعة النقود الوطنية
مجموعة النقود الوطنية هي الخزانة الوطنية للعملات المعدنية للولايات المتحدة. المجموعة جزء من المتحف القومي للتاريخ الأمريكي التابع  مؤسسة سميثسونيان.

## ملخص عن المجموعة
تضم مجموعة النقود الوطنية حوالي 1.6 مليون عنصر وهي واحدة من أكبر مجموعات العملات المعدنية والورقية والميداليات وعملات السلع والأدوات المالية والإكسونوميا والعناصر ذات الصلة في العالم وأكثرها تنوعًا.  كمجموعة قياسية للنظام النقدي الأمريكي ، فهي تحتفظ بمجموعات دار سك العملة والخزانة الأمريكية ومكتب النقش والطباعة. بالإضافة إلى ذلك ، تشمل المجموعات التي تبرع بها جامعو الأعمال الفردية والمؤسسات الخاصة ، مثل مجموعة متحف تشيس مانهاتن (بنك للمال) . 

## تاريخ
حتى عام 2004 ، كان المعرض الذي يضم المجموعة آخر معرض باقٍ من الترتيب الأصلي للمتحف الوطني للتاريخ الأمريكي التابع لمؤسسة سميثسونيان عام 1964. في أواخر عام 2004 ، تم إغلاق المعرض ، وأعيدت الأشياء إلى خزائن سميثسونيان. في عام 2015 ، افتتح المتحف معرضًا دائمًا جديدًا للعملات مع معرض بعنوان (قيمة المال).

## العناصر الجديرة بالملاحظة في المجموعة
- عملة ذهبية من فئة 20 إكسيلنتس لفرديناند وإيزابيلا من إسبانيا
- براشر نصف دبلون [4]
- جميع الأنواع الثلاثة 1804 دولار
- النسر المزدوج عام 1849
- نسران مزدوجان عام 1933
- سنت الألمنيوم 1974

## أنظر أيضا
- الرسم والنقش على الاوراق النقدية للولايات المتحدة
- مذكرة بنك الاحتياطي الفيدرالي
- مذكرة الاحتياطي الفيدرالي (سلسلة 1914 و 1918)
- الشهادة الفضية (الولايات المتحدة)

## روابط خارجية
- الموقع الرسمي